# 高津 (土浦市)
高津（たかつ）とは、茨城県土浦市にある地名である。
現在は下高津、中高津、上高津の三つの町内で構成されている。
下高津には愛宕神社、上高津には八坂神社がある。

## 歴史
元々高津は同じ集落だったが、いつしか三つに分かれ、「三高津」と呼ばれるようになった。

## 施設
- 土浦市役所
- 土浦市立下高津小学校
- もみじ幼稚園
- 国立病院機構霞ヶ浦医療センター
- イオンモール土浦

## 史跡
- 高井城 (常陸国)
上高津の八坂神社の場所が高井城である。
- 常福寺 (土浦市)
重要文化財の仏像が安置されている。
- 上高津貝塚
「上高津貝塚ふるさと歴史の広場」として整備されている。